# 第三时期
第三时期是1928年共产国际第六次代表大会上采纳的一个意识形态概念。

## 内容
该理论是基于其对世界资本主义的经济和政治分析，它提出了将近代史分为三个时期的观点。其中包括第一次世界大战之后的“第一时期”，见证了工人阶级的革命高潮和失败，1920年代的大部分时间是资本主义巩固的“第二时期”。根据共产国际的分析，从1928年开始的世界经济当前阶段，即所谓的“第三时期”，将是广泛的经济崩溃和大规模的工人阶级激进化的时期。共产国际认为，如果共产主义先锋党坚决维持好战政策，这种经济和政治上的不和将再次为无产阶级革命提供时机。在第三时期，共产主义政策的特点是对政治改良主义和政治组织的强烈敌视。宣布社会民主主义为“社会法西斯主义”。
1933年纳粹党在德国崛起，消灭了德国有组织的共产主义运动，使共产国际十分震惊并重新评估了第三时期的策略。从1934年起，在所谓的“人民阵线”的支持下，共产国际开始建立新联盟。1935年，共产国际第七次代表大会将人民阵线政策正式确定为国际共产主义运动的正式政策。